# Закон о просветительской деятельности
Федеральный закон от 05 апреля 2021 года № 85-ФЗ «О внесении изменений в Федеральный закон „Об образовании в Российской Федерации“» (в СМИ также используется название закон о просветительской деятельности) — федеральный закон Российской Федерации, который вводит понятие просветительской деятельности и основы её правового регулирования.
Вступил в силу 1 июня 2021 года.

## История принятия
Авторами законопроекта № 1057895-7 «О внесении изменений в Федеральный закон „Об образовании в Российской Федерации“» выступили члены Совета Федерации А. А. Климов, Е. В. Афанасьева, А. В. Вайнберг, Л. Н. Глебова, О. В. Мельниченко и депутаты государственной думы В. И. Пискарёв, А. Г. Альшевских, Н. В. Поклонская, А. К. Исаев, И. В. Белых, А. Л. Шхагошев (все — фракция «Единая Россия»), Н. И. Рыжак, А. В. Чепа (оба — Справедливая Россия), Д. И. Савельев (ЛДПР), Р. Д. Курбанов (КПРФ). 18 ноября 2020 года законопроект был внесён в государственную думу.
24 ноября Наталья Поклонская вышла из числа авторов законопроекта.
23 декабря 2020 года принят в первом чтении. За проголосовал 321 депутат; против — 37, в том числе авторы законопроекта Николай Рыжак и Ризван Курбанов.
9 марта 2021 года закон был принят во втором чтении. За проголосовало 305 депутатов; против — 62, в том числе авторы законопроекта Николай Рыжак и Ризван Курбанов; двое воздержались.
16 марта закон принят в окончательном третьем чтении. За проголосовало 308 депутатов; против — 95, в том числе авторы законопроекта Николай Рыжак и Ризван Курбанов; один воздержался. За закон голосовали только депутаты от «Единой России».
31 марта Совет Федерации одобрил закон.
5 апреля Президент России подписал и опубликовал закон. 1 июня 2021 года он вступил в силу.

## Содержание
Закон дополняет существующий закон об образовании понятием просветительской деятельности как образовательной деятельности за рамками официальных образовательных программ. При этом регулирование деятельности передаются правительству России. Запрещается использование просветительской деятельности для разжигания розни. Также документ запрещает образовательным организациям подписывать международные договоры за исключением договоров об образовании. По мнению депутатов, закон призван оградить российских граждан, в первую очередь школьников и студентов, от антироссийской пропаганды, подаваемой под видом просветительской деятельности.
В апреле правительство представило для обсуждения проект постановления, который должен конкретизировать положения закона. Проект чрезвычайно широко трактует просветительскую деятельность, при этом перечень видов деятельности, которую предлагается отнести к просветительской, является открытым. Предлагается ограничить и круг лиц, которые имеют право осуществлять просветительскую деятельность.
1 июля 2022 года правительство утвердило правила осуществления просветительской деятельности, принятые на основании закона и для его реализации.
В соответствии с существующими критериями не смогли бы заниматься просветительской деятельностью такие персоны как, например, Иосиф Бродский, Михаил Шолохов, Билл Гейтс, Стив Джобс, Марк Цукерберг, Генри Форд, Ингвар Кампрад, Квентин Тарантино, Жак-Ив Кусто, Ларри Эллисон.

## Оценки
Закон вызвал негативную реакцию со стороны научной и экономической общественности. Астрофизик Сергей Попов создал петицию против принятия законопроекта на Change.org, которую подписали более 240 тысяч человек. Опасение вызывает тот факт, что просветительская деятельность носит некоммерческий характер и после принятия закона объём этой деятельности в стране может быть значительно снижен.
Против законопроекта выступил президиум РАН в полном составе и Счётная палата России.
1600 учёных подписали петицию, опубликованную в газете Троицкий вариант — Наука. Против поправок выступили 18 создателей и руководителей независимых просветительских проектов, которые заявили о том, что законопроект вводит цензуру и прямо ограничивает свободу слова и дискуссии в обществе. Среди подписантов Александр Архангельский (премия Просветитель), Филипп Дзядко (Arzamas), Михаил Зыгарь, Андрей Коняев (N + 1), Борис Куприянов, Лев Лурье (Дом культуры Льва Лурье), Ивар Максутов (ПостНаука), Кирилл Мартынов (Свободный университет), Лена Немировская и Юрий Сенокосов (Московская школа гражданского просвещения), Ирина Прохорова (Фонд Михаила Прохорова), Ян Рачинский (Международный Мемориал), Юрий Сапрыкин («Полка»), Никита Соколов (Вольное историческое общество).
Ряд норм, содержащихся в законе, является избыточным, так как уже содержатся в других законах. Настоящая же цель закона сводится к усилению контролю власти над обществом, подавлению нежелательных для власти мнений, проявлением цензуры.
По результатам исследования Левада-Центра 71 % россиян ничего не слышали о законе, 23 % что-то слышали, 6 % хорошо знают о принятии закона. На вопрос об оценке закона 36 % опрошенных заявили, что закон направлен на усиление цензуры, 30 % — что закон нужен для борьбы с антироссийской пропагандой, ещё 34 % затруднились ответить.
В ответ на критику депутат А. Г. Альшевских заявил, что авторы законопроекта не предполагали, что он распространится на блогеров.